# ماتیو گوستولا
ماتیو گوستولا (به فرانسوی: Matthieu Gosztola) شاعر، عکاس و پیانیست قرن بیستم میلادی اهل فرانسه است.